# Le Crocq
Le Crocq är en kommun i departementet Oise i regionen Hauts-de-France i norra Frankrike. Kommunen ligger i kantonen Crèvecœur-le-Grand som tillhör arrondissementet Beauvais. År 2022 hade Le Crocq 178 invånare.

## Befolkningsutveckling
Antalet invånare i kommunen Le Crocq
| Referens: INSEE |